# Абрит
Абрит (болг. Абрит) — село в Болгарии. Его старое (римское) название — Аптаат. Находится в Добричской области, входит в общину Крушари. Население составляет 259 человек.

## Политическая ситуация
В местном кметстве Абрит, в состав которого входит Абрит, должность кмета (старосты) исполняет Осман  Шефкет Осман (Движение за права и свободы (ДПС)) по результатам выборов.
Кмет (мэр) общины Крушари — Добри Стоянов Стефанов (Движение за права и свободы (ДПС)) по результатам выборов.

## Достопримечательности
В начале II века н.э. римским военачальником Элием Паулином на месте села был установлен барельеф в честь богини Эпоны.